# Sacoila lanceolata
Sacoila lanceolata är en orkidéart som först beskrevs av Jean Baptiste Christophe Fusée Aublet, och fick sitt nu gällande namn av Leslie Andrew Garay. Sacoila lanceolata ingår i släktet Sacoila och familjen orkidéer. Inga underarter finns listade i Catalogue of Life.

## Bildgalleri

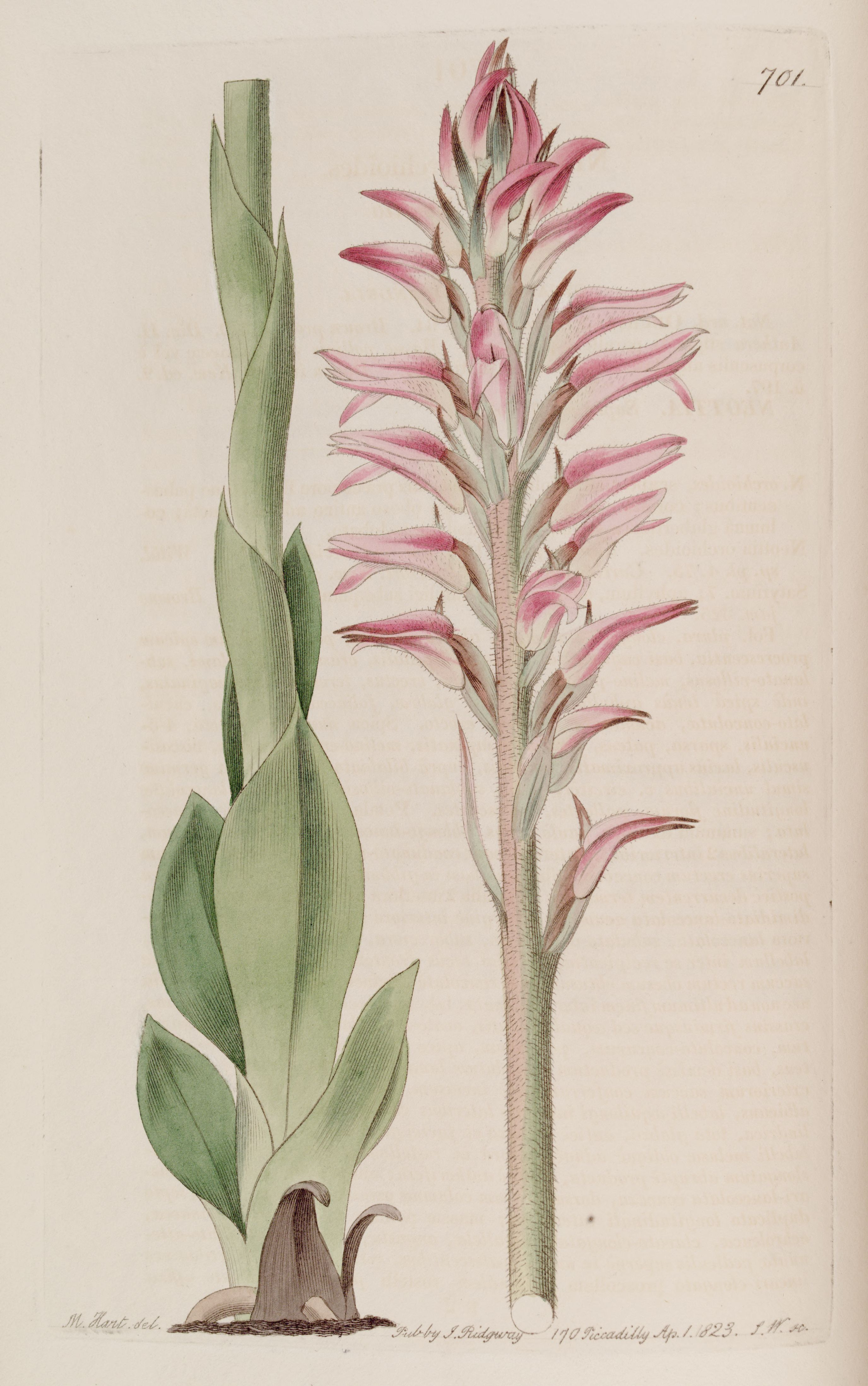
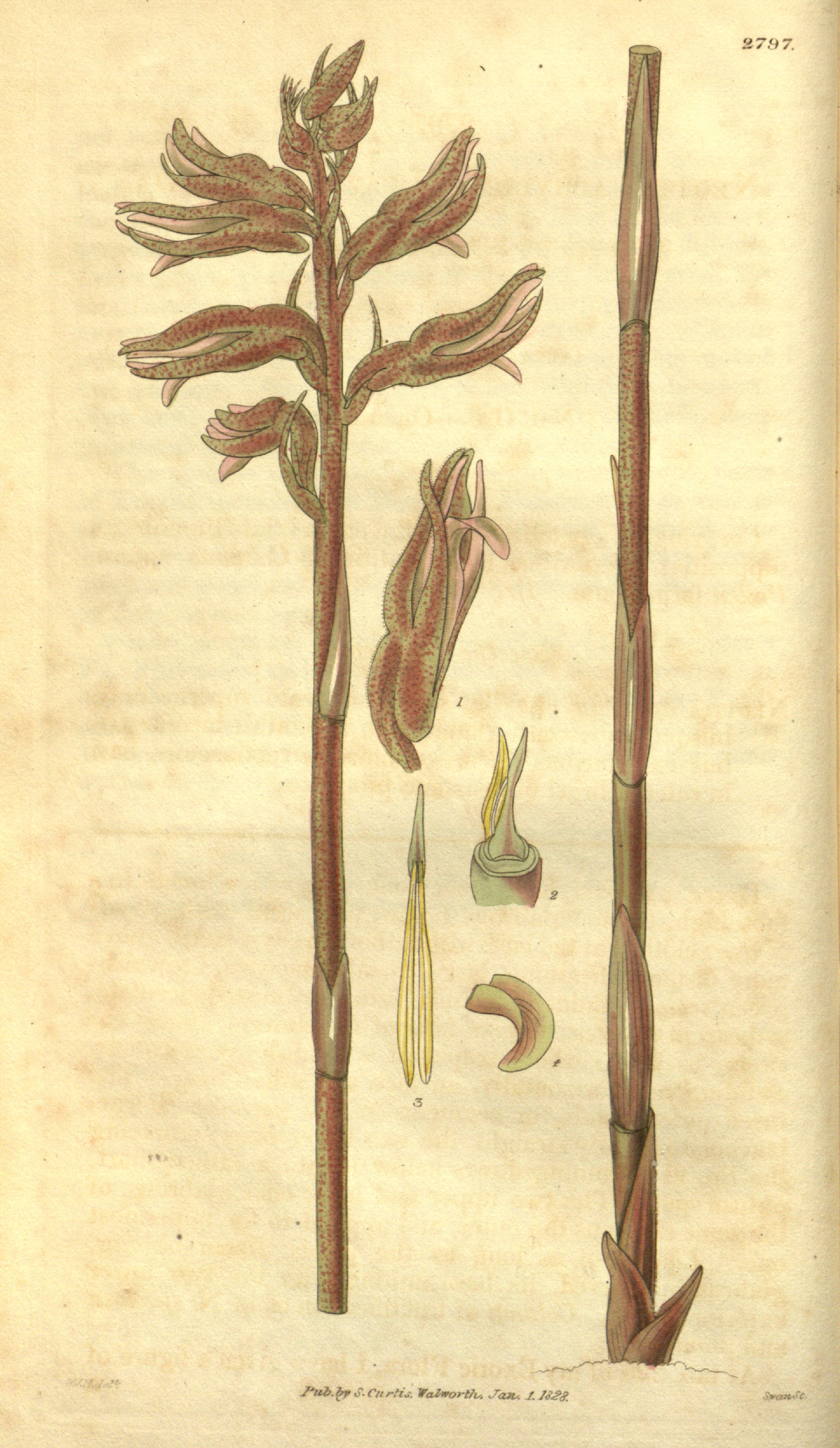
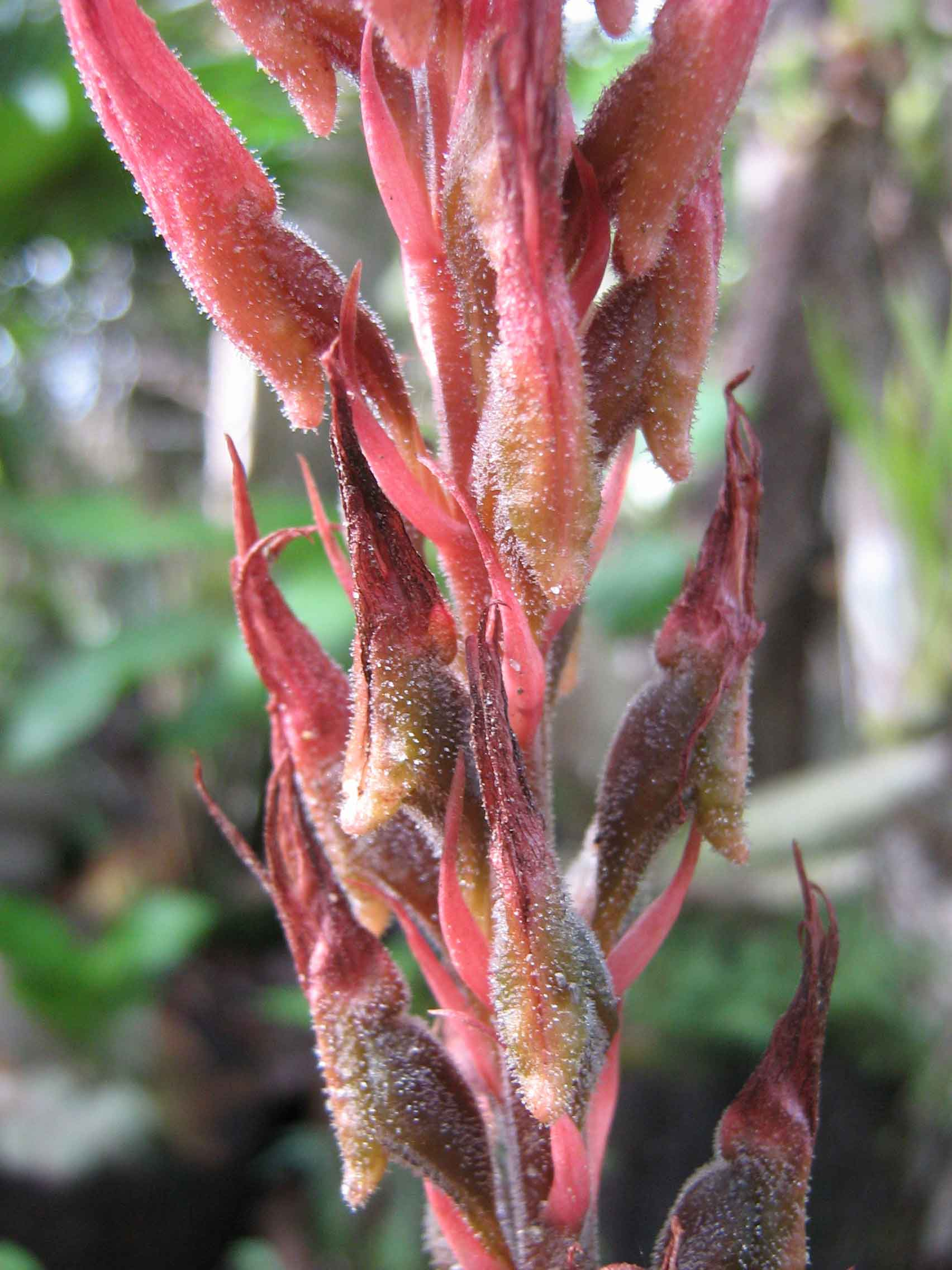
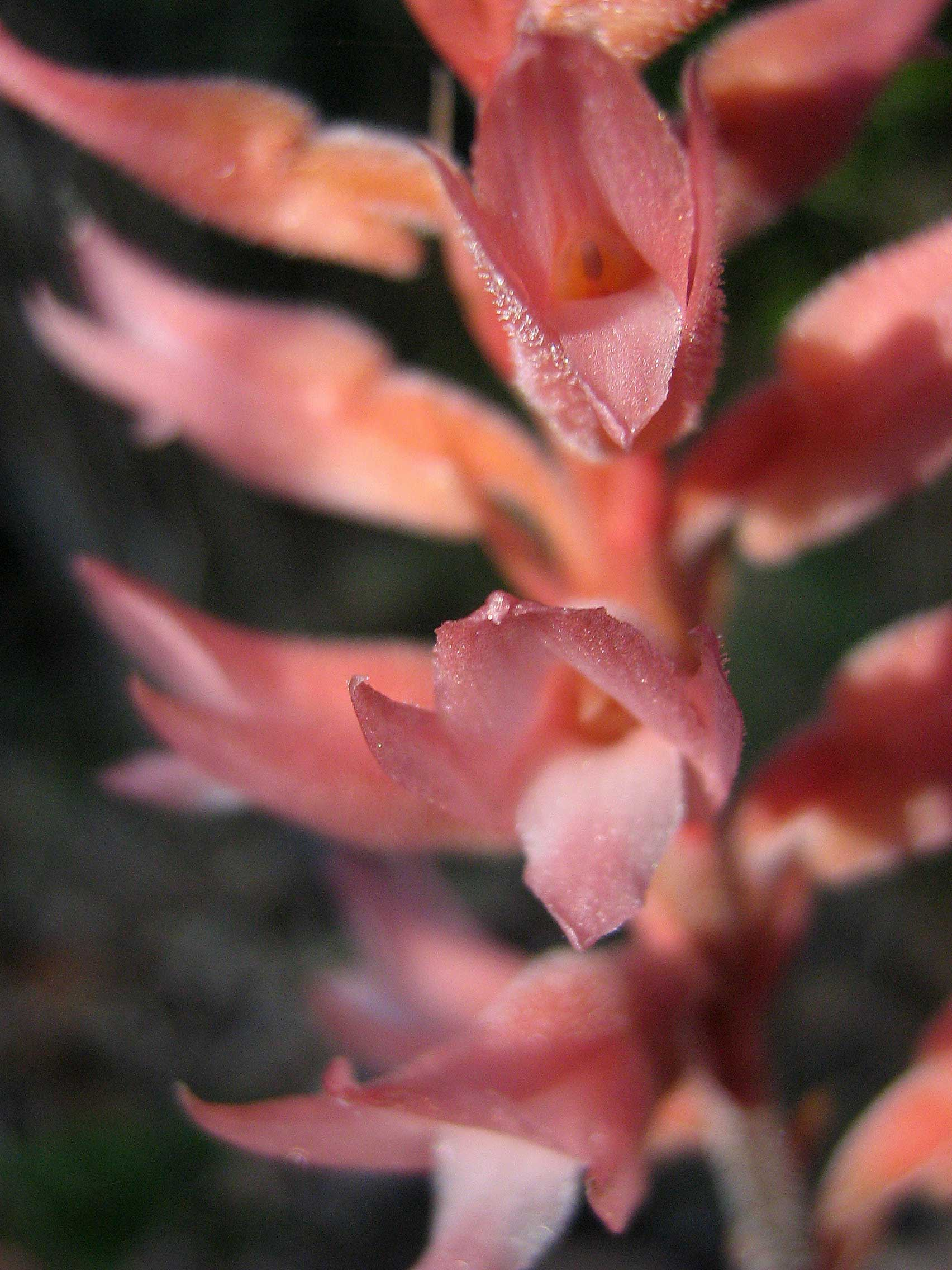
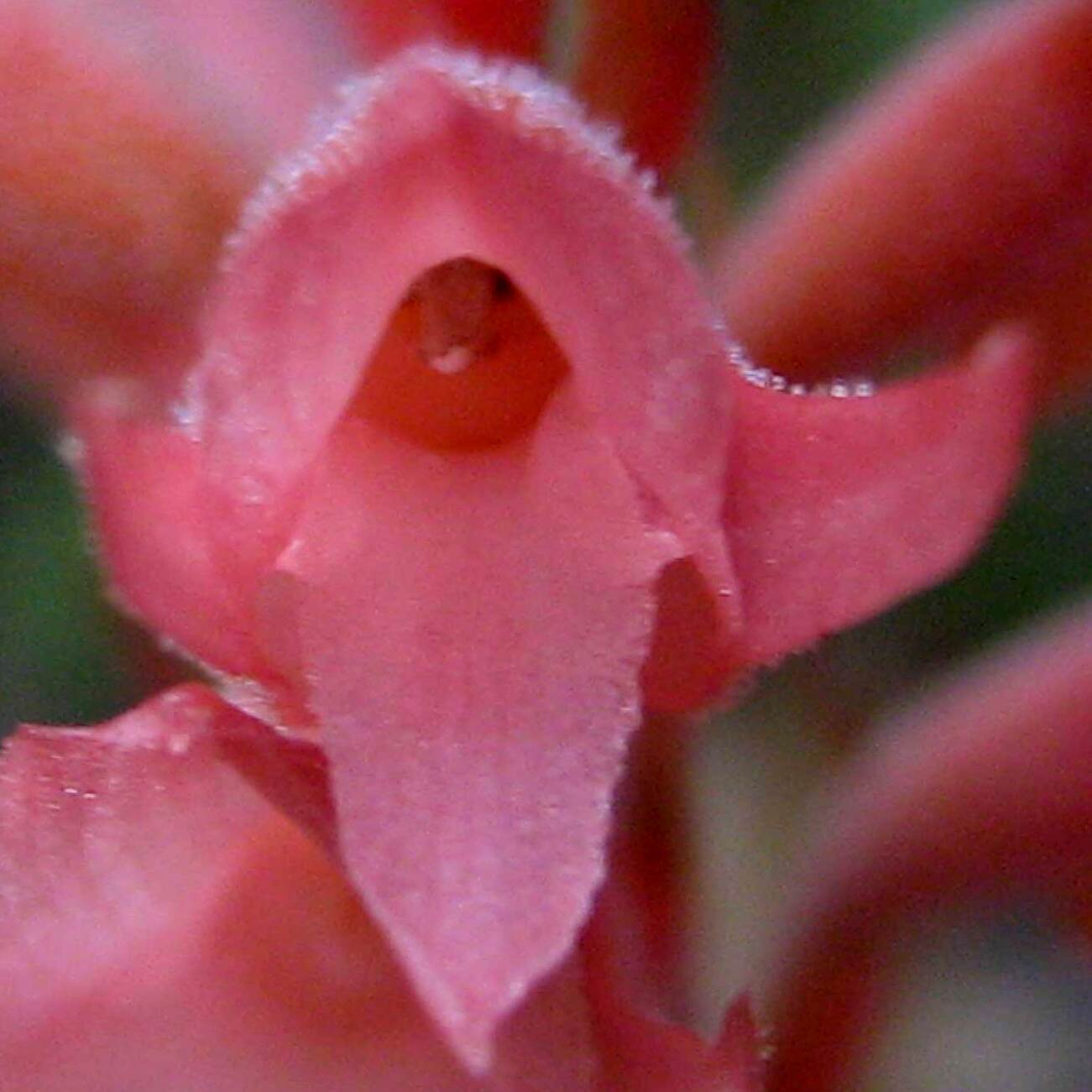
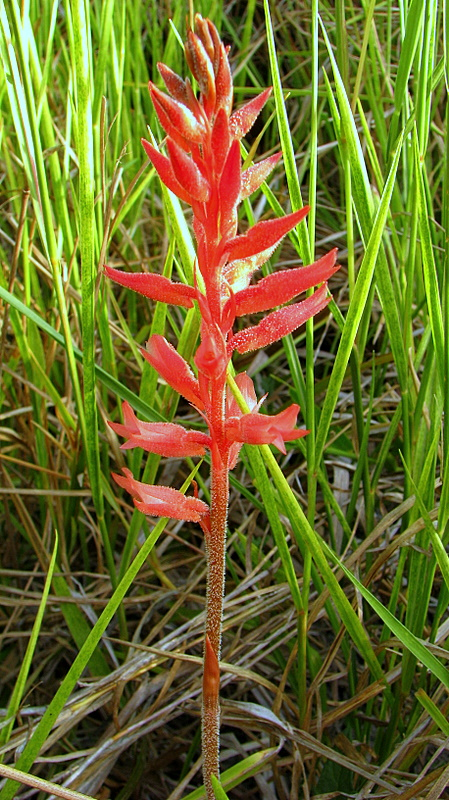